# Christian Kuckuck
Heinrich Friedrich Kuckuck (* 23. Oktober 1844 in Arnum; † 12. Februar 1893 in Hannover) war ein deutscher Tierarzt und Zoologe.

## Leben
Christian Kuckuck war Sohn eines Königlichen Schlosswächters in Hannover. 1861 wurde er Hospitant an der Tierarzneischule Hannover, an der er von 1862 bis 1865 Tiermedizin studierte. 1862 wurde er Mitglied des Corps Normannia Hannover.
1866 wurde er Stadttierarzt in Osterode am Harz und, nachdem er im Deutsch-Französischen Krieg an der französischen Grenze bei Trier stationiert gewesen war, Kreistierarzt in Rotenburg (Wümme) in der Landdrostei Stade. Nach einer tierärztlichen Fortbildung 1873 an der Tierarzneischule Hannover wurde er im Februar 1874 zum Direktor des Zoologischen Gartens Hannover ernannt, den er bis zu seinem Tod 1893 leitete.
Als Tierarzt war Kuckuck der erste Leiter des Zoos mit fachlichem Sachverstand. Unter seiner Führung entwickelte sich der Zoo sowohl zu einem gesellschaftlichen Mittelpunkt in Hannover als auch zu einer in Kollegenkreisen anerkannten Einrichtung. 1881 wurde nach den Entwürfen von Otto Wilsdorff das Dickhäuterhaus zur Haltung von Elefanten und Flusspferden erbaut. 1892 wurde ein nach den Plänen von Theodor Hecht im Stil einer maurischen Moschee errichtetes Huftierhaus zur Haltung von Giraffen und Antilopen eröffnet. Am 3. August 1890 erlebte der Zoo mit 20.000 Gästen einen absoluten Besucherrekord.